# Großsteingrab Groß Kienitz
Das Großsteingrab Groß Kienitz war eine vermutliche megalithische Grabanlage der Jungsteinzeit bei Groß Kienitz, einem Ortsteil von Blankenfelde-Mahlow im Landkreis Teltow-Fläming (Brandenburg). Am Nordrand der Kienitzer Berge wurden in den 1920er Jahren kreisförmig angeordnete Bruchstücke gesprengter Findlinge dokumentiert, die als Rest eines Großsteingrabs gedeutet wurden. Maße, Ausrichtung und Typ der Anlage konnten nicht mehr rekonstruiert werden. Funde wurden zu dieser Zeit nicht festgestellt, wodurch eine kulturelle Zuordnung erschwert wird. In späterer Zeit wurden einige Lesefunde gemacht, bei denen aber nicht klar ist, ob sie in direktem Zusammenhang mit dem Grab stehen. Vor 1945 wurde eine „Megalithscherbe“ (Trichterbecherkultur?) gefunden, die ins Märkische Museum in Berlin gelangt sein soll, heute aber verschollen ist. Weitere Scherben, die 1979 gefunden wurden, lassen sich eindeutig der Trichterbecherkultur zuordnen. Weiterhin wurden 1937 in der Nähe, bei einer Sandgrube, Spuren einer jungsteinzeitlichen Siedlung entdeckt.